# Jerry Lewis
Jerry Lewis (de nacimiento Joseph o Jerome Levitch; Newark, Estados Unidos, 16 de marzo de 1926-Las Vegas, 20 de agosto de 2017) fue un comediante, actor, cantante, director y humanitario estadounidense.
Lewis era conocido por su humor de slapstick en cine, televisión, teatro y radio. De 1946 a 1956, Lewis y Dean Martin fueron socios como el popular dúo cómico Martin y Lewis. Después de ese éxito, fue una estrella en solitario en películas, programas de televisión, conciertos, grabaciones de discos y musicales.
Lewis sirvió como presidente nacional de la Asociación de Distrofia Muscular y fue anfitrión de la retransmisión en vivo del fin de semana de Labor Day del The Jerry Lewis MDA Telethon durante 44 años.
Recibió varios premios por sus logros a lo largo de su vida de los Premios American Comedy, la Asociación de Críticos de Cine de Los Ángeles, el Festival Internacional de Cine de Venecia y la Academia de Artes y Ciencias Cinematográficas, y fue honrado con dos estrellas en el Paseo de la fama de Hollywood.

## Familia y juventud
Jerry Lewis nació el 16 de marzo de 1926 en el Newark Beth Israel Hospital,(Nueva Jersey), de padres judíos rusos. Su padre, Daniel Levitch (1902-1980), era un maestro de ceremonias y animador de vodevil que utilizó el nombre profesional Danny Lewis, Su madre, Rachel Levitch era pianista para una estación de radio. Jerry comenzó a actuar a los 5 años y solía actuar junto a sus padres en las montañas Catskill del Monte de la ciudad de (Nueva York). Utilizó el nombre profesional Joey Lewis, pero pronto lo cambió a Jerry Lewis para evitar confusión con el comediante Joe E. Lewis y el campeón de boxeo Joe Louis.: 85 Jerry luego abandonó la Escuela Secundaria Irvington en el décimo grado. Era un "personaje" incluso en su adolescencia, gastando bromas en su vecindario, incluyendo entrar a escondidas en las cocinas para robar pollo frito y pasteles. Durante la Segunda Guerra Mundial, fue rechazado por el servicio militar debido a un soplo cardíaco.

## Carrera

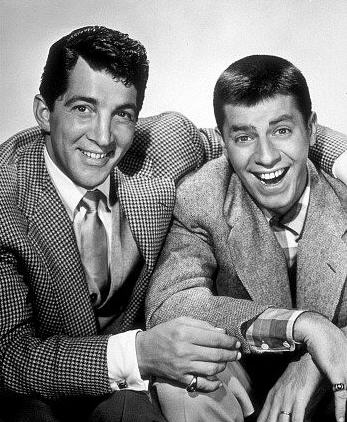
Con Dean Martin en 1950.

Lewis inicialmente ganó la atención como parte de un doble acto con el cantante Dean Martin, que sirvió como el straight man (hombre serio) a las payasadas de Lewis en el equipo cómico Martin y Lewis.
Los intérpretes eran diferentes de la mayoría de los otros actos de comedia de la época, porque se basaban en su interacción en lugar de sketches planeados. Después de su formación en 1946, el dúo rápidamente se elevó a la prominencia nacional, primero con su acto popular de clubes nocturnos, después como estrellas de su propio programa, The Martin and Lewis Show, en NBC Red Network. Los dos hombres hicieron muchas apariciones en la temprana televisión en vivo, su primera en el episodio debut del 20 de junio de 1948 de Toast of the Town en CBS (más tarde renombrado oficialmente The Ed Sullivan Show el 25 de septiembre de 1955).
Esto fue seguido el 3 de octubre de 1948 por una aparición en la serie de la NBC Welcome Aboard, luego una temporada como los primeros de una serie de anfitriones de The Colgate Comedy Hour en 1950. Justo antes de aparecer en The Colgate Comedy Hour, Lewis contrató a Norman Lear y Ed Simmons para convertirse en escritores regulares para Martin y Lewis. El dúo comenzó sus carreras en el cine en Paramount Pictures como actores de reparto en My Friend Irma (1949), basada en una serie de radio del mismo nombre. Esto fue seguido por una secuela, My Friend Irma Goes West (1950).

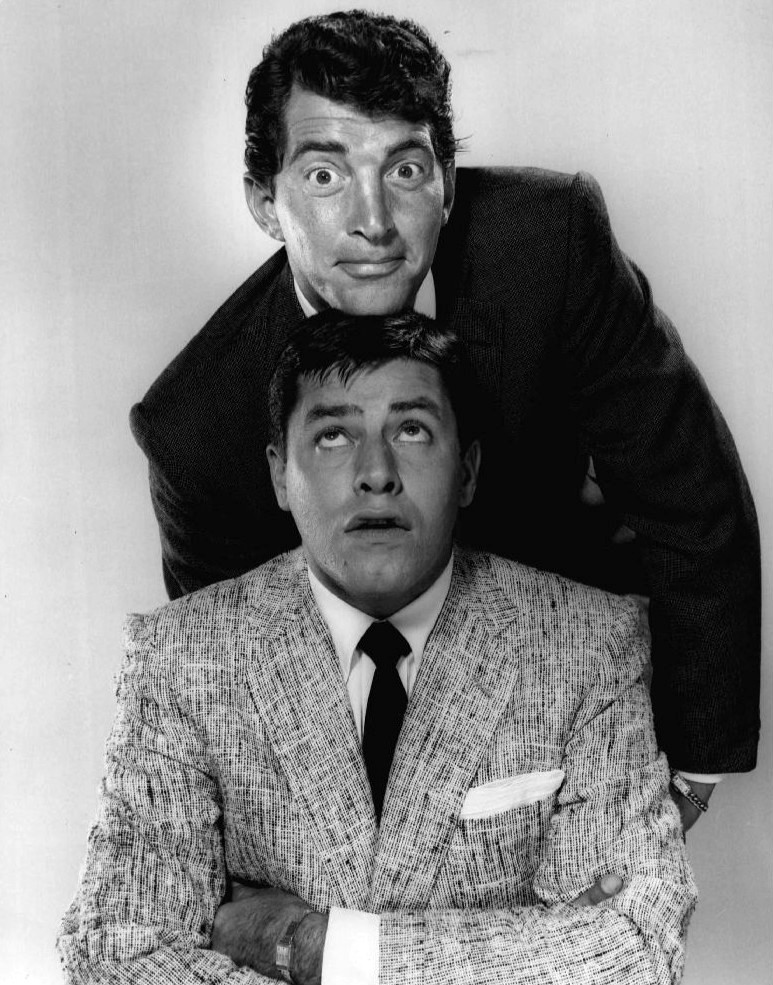
Martin y Lewis en 1955.

Comenzando con At War with the Army (1950), Martin y Lewis fueron los protagonistas de sus propias películas en catorce títulos adicionales, That's My Boy (1951), ¡Vaya par de marinos! (1952), Locos del aire (1952; apareciendo también ese mismo año en la película de Bing Crosby y Bob Hope, Camino a Bali en cameos), El cómico (1952), El castillo maldito (1953), ¡Qué par de golfantes! (1953), El jinete loco (1953), Viviendo su vida (1954), El rey del circo (1954), Un fresco en apuros (1955), Artistas y modelos (1955) y Juntos ante el peligro (1956), terminando con Loco por Anita (1956). Todas las dieciséis películas fueron producidas por Hal B. Wallis. Atendiendo a la popularidad del dúo cómico, DC Comics publicó las historietas The Adventures of Dean Martin and Jerry Lewis de 1952 a 1957. En 1954, el equipo apareció en el episodio 191 de What's My Line? como invitados misteriosos. Conforme los papeles de Martin en sus películas se hicieron menos importantes a través del tiempo, la sociedad con su colega, estuvo bajo tensión. La reducida participación de Martin se convirtió en una vergüenza en 1954 cuando la revista Look publicó una foto publicitaria del dúo para la portada de la revista, pero cortó a Martin. La sociedad terminó en julio de 1956.
Tanto Martin como Lewis siguieron con rotundo éxito carreras solistas, y ninguno de los dos comentó la división ni consideró una reconstrucción del dúo (aunque Martin, gentilmente, llamaba a Jerry para desearle éxito en los proyectos que emprendía). Posteriormente tuvieron una aparición pública conjunta en 1961, pero no volvieron a actuar juntos en un escenario hasta un mini show para beneficencia en la Teletón de Distrofia Muscular de 1976. Allí, su mutuo amigo Frank Sinatra llevó a Martin como invitado sorpresa. En un ambiente eufórico, Lewis murmuró: "Ni siquiera supe por qué nos separamos", a lo que un sonriente Martin susurró: "Para que pudiéramos crecer". Efectivamente, tal vez como dúo habrían caído en la decadencia al cumplir un inevitable ciclo. La pareja finalmente revitalizó su cercanía a finales de 1980 después de la muerte del hijo de Martin, Dean Paul Martin, en 1987. Los dos talentos fueron vistos juntos en el escenario por última vez cuando Martin estaba haciendo la que sería su última actuación en vivo en Bally's Hotel and Casino en Las Vegas, en 1989. Lewis llevó una torta por el cumpleaños número 72 de Martin, le cantó "Cumpleaños feliz" y bromeó, "Por qué rompimos, nunca lo sabré", a lo que Martin sonriente le insistió: "Para crecer" .

### Carrera en solitario
Después de que su sociedad con Martin terminara, él y su esposa Patty tomaron unas vacaciones en Las Vegas para considerar la dirección de su carrera. Sentía que su vida se encontraba en un estado de crisis: "No pude poner un pie delante del otro con confianza, estaba totalmente nervioso de estar solo".
Mientras estaba allí, recibió una petición urgente de su amigo Sidney Luft, que era el esposo y mánager de Judy Garland, diciendo que ella no podía actuar esa noche en Las Vegas debido a una faringitis estreptocócica, y pidiéndole a Lewis que la cubriera. Sin embargo, Lewis no había cantado en un escenario desde que tenía cinco años, veinticinco años antes. Pero él apareció ante la audiencia, haciendo bromas, mientras que Garland se sentó fuera de escenario, mirando. Luego cantó una interpretación de una canción que había aprendido cuando era niño, "Rock-A-Bye Baby", junto con "Come Rain or Come Shine". Lewis recordó: "Cuando terminé, el lugar explotó, salí del escenario sabiendo que podía hacerlo por mi cuenta".

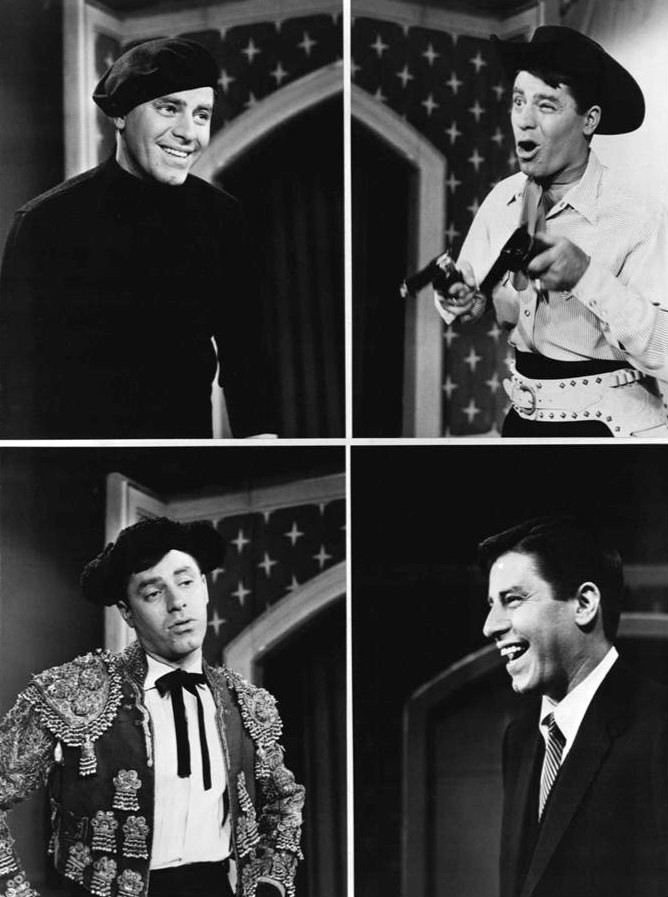
Jerry Lewis en diferentes poses (1957).

Capitol Records lo escuchó e insistió en grabar un álbum. El álbum, Jerry Lewis Just Sings, fue al número 3 en las listas de Billboard, permaneciendo cerca de la cima durante cuatro meses y vendiendo medio millón de copias. Después de haber sido capaz de cantar shows en vivo, estuvo actuando regularmente en el Sands Hotel en Las Vegas a partir de finales de 1956, que marcó un punto de inflexión en su vida y carrera. El Sands lo firmó por cinco años, para realizar seis semanas cada año, y le pagaron la misma cantidad que habían pagado a Martin y Lewis como equipo. Apareció en su primer programa de televisión en solitario para NBC en enero de 1957, seguido por actuaciones para clubes en Miami, Nueva York, Chicago y Washington. En febrero siguió a Judy Garland en el Palace Theatre de Nueva York; su exsocio Martin lo llamó durante este período para desearle la mejor de las suertes. "Nunca he sido más feliz", dijo Lewis. "Tengo paz mental por primera vez".
Lewis se elevó al estrellato como un acto en solitario en televisión y películas comenzando con la primera de seis apariciones en What's My Line? de 1956 a 1966, luego protagonizó un episodio de Startime. Lewis permaneció en Paramount y se convirtió en una estrella de comedia por derecho propio con su primera película en solitario, The Delicate Delinquent (1957). Mientras tanto, DC Comics publicó una nueva serie de cómics titulada The Adventures of Jerry Lewis, que se extendió de 1957 a 1971. En colaboración con el director Frank Tashlin, cuyo antecedente como director de la serie de dibujos animados Looney Tunes de Warner Bros. se adaptaba a la marca de humor de Lewis, protagonizó cinco películas más: The Sad Sack (1957), Rock-A-Bye Baby (1958), The Geisha Boy (1958), Don't Give Up the Ship (1959) e incluso apareció no acreditado en Li'l Abner (1959). Al final de su contrato con el productor Hal B. Wallis, Lewis tenía varias producciones propias bajo su cintura. En 1959, se firmó un contrato entre Paramount Pictures y Jerry Lewis Productions, especificando un pago de $ 10 millones más el 60% de los beneficios de 14 películas durante un período de siete años. En 1960, Lewis terminó su contrato con Wallis con Visit to a Small Planet (1960) y terminó el trabajo en su propia producción Cinderfella, que fue pospuesta para su lanzamiento en la Navidad de 1960 y Paramount, necesitando rápidamente una película para su calendario de verano de 1960, sostuvieron a Lewis a su contrato para producir una.
Lewis siguió con The Bellboy (1960). Usando el hotel Fontainebleau Miami Beach en Miami como su escenario y con un presupuesto pequeño, un horario de rodaje muy apretado, y sin guion, Lewis rodó la película de día y se presentó en el hotel por las noches. Bill Richmond colaboró con él en los muchos gags visuales. Lewis reveló más tarde que Paramount no estaba feliz financiando la seudo "película muda" y retiró el respaldo. Lewis utilizó sus propios fondos para cubrir el presupuesto de 950 000 dólares. Durante la producción Lewis fue pionero en la técnica de usar cámaras de video y múltiples monitores de circuito cerrado, lo que le permitió revisar su interpretación. Sus técnicas y métodos de video asistencia, documentados en su libro y en su clase de USC, le permitieron completar la mayoría de sus películas a tiempo y bajo presupuesto. Ha popularizado la práctica, aunque no la inventó explícitamente. Lewis siguió a The Bellboy dirigiendo varias películas más que él coescribió con Tashlin, incluyendo The Ladies Man (1961), The Errand Boy (1961), It's Only Money (1962) y El profesor chiflado (1963). Lewis hizo un cameo en El mundo está loco, loco, loco (1963). Más adelante, más películas de Lewis fueron Who's Minding the Store? (1963), The Patsy (1964) y The Disorderly Orderly (1964). También en 1961, Lewis protagonizó un episodio de The Garry Moore Show. Lewis fue anfitrión de dos versiones diferentes de The Jerry Lewis Show (un programa de 13 semanas de gran presupuesto para ABC en 1963 y un programa de variedades de una hora para NBC en 1967).

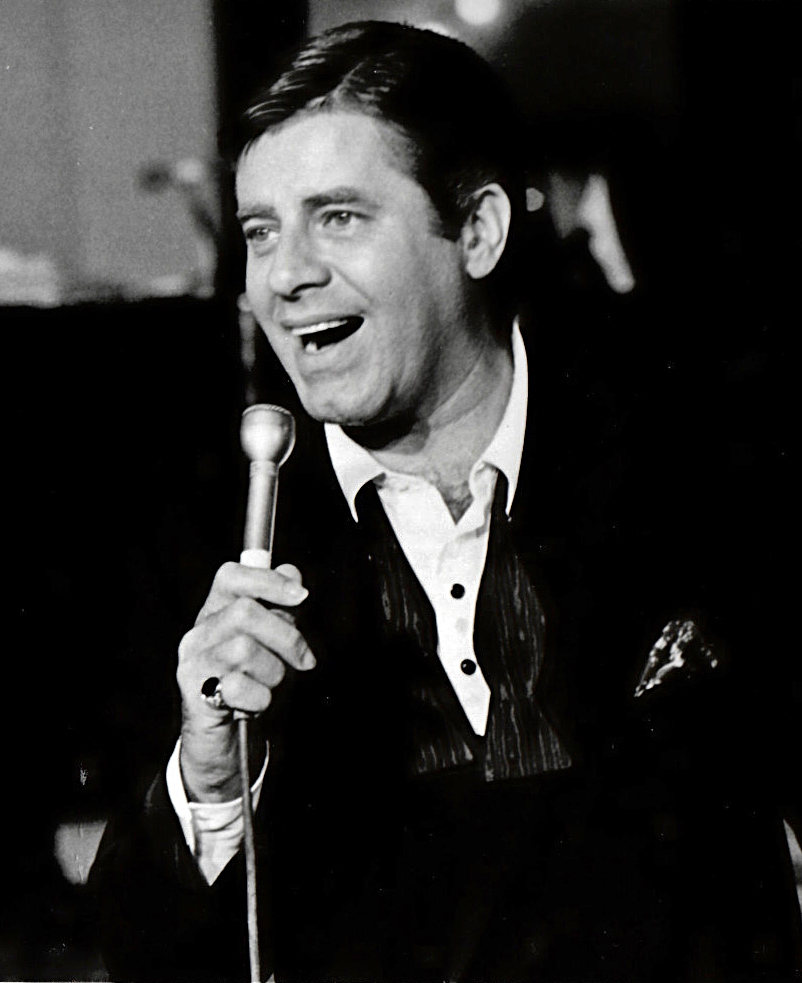
Lewis en The Jerry Lewis Show (1973).

Lewis dirigió y coescribió The Family Jewels (1965) sobre una joven heredera que debía elegir entre seis tíos, uno de los cuales no tiene nada de bueno y amenaza con lastimar a su amado guardaespaldas que prácticamente la crio. Lewis interpretó a los seis tíos y al guardaespaldas. Lewis aparecería después en Boeing Boeing (1965). También en 1965, Lewis hizo apariciones de televisión en Ben Casey y The Andy Williams Show.
En 1966, Lewis, de 40 años, ya no era un joven anguloso, sus rutinas parecían más laboriosas y su apelación a la taquilla disminuyó hasta el punto en que los nuevos ejecutivos de Paramount Pictures no necesitaban más las comedias de Lewis y no deseaban renovar su contrato de 1959. Impávido, Lewis se fue a Columbia Pictures, donde hizo Three on a Couch (1966); luego apareció en Way...Way Out (1966) para 20th Century Fox. Durante 1966, Lewis invitado protagonizó Batman, Password y en un piloto llamado Sheriff Who. Lewis continuó con más películas, como The Big Mouth (1967) y Don't Raise the Bridge, Lower the River (1968).
Lewis apareció en un episodio de Playboy After Dark. Luego protagonizó Hook, Line & Sinker (1969). Lewis enseñó una clase de dirección de cine en la Universidad del Sur de California en Los Ángeles por un número de años, con estudiantes como George Lucas, cuyo amigo Steven Spielberg a veces se sentaba en clases. En 1968, proyectó la película temprana de Spielberg Amblin' y dijo a sus estudiantes, "Esto es lo que se trata de cine". En 1970, Lewis apareció en The Red Skelton Show, después dirigió un episodio de The Bold Ones. Lewis protagonizó un episodio de The Engelbert Humperdinck Show.
Luego dirigió y realizó su primera interpretación de voz fuera de pantalla como líder de una banda en One More Time (1970), que protagonizó Sammy Davis Jr. (un amigo de Lewis) y también produjo, dirigió y protagonizó Which Way to the Front? (1970). Lewis entonces haría y protagonizaría el inédito El día que el payaso lloró (1972), un drama ambientado en un campo de concentración nazi. Lewis rara vez discutió la película, pero una vez sugirió que litigios sobre finanzas posproducción impidieron la realización y lanzamiento de la película. Sin embargo, también admitió durante la gira por su libro Dean and Me que un factor importante para el entierro de la película es que no estaba orgulloso del esfuerzo. En 1973, Lewis fue invitado en The Dick Cavett Show y luego apareció en Celebrity Sportsman en 1974. Lewis apareció en un renacimiento del musical Hellzapoppin' con Lynn Redgrave en 1976, pero cerró antes de llegar al circuito de Broadway. En 1979, Lewis fue un anfitrión invitado en Circus of the Stars.

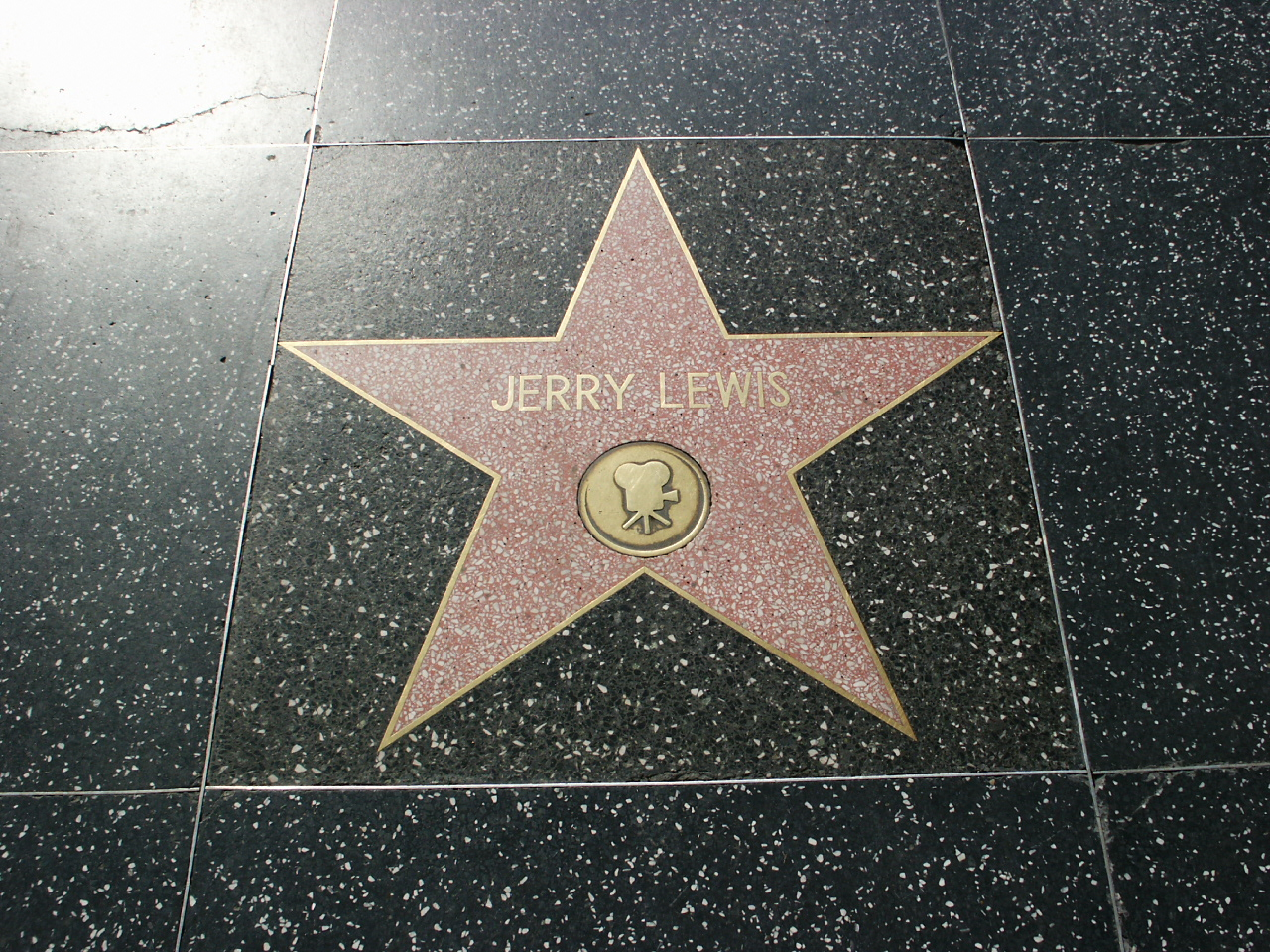
Estrella de cine de Lewis en el Paseo de la fama de Hollywood en 6821 Hollywood Blvd.

Después de una ausencia de 11 años, Lewis volvió a filmar en Hardly Working (1981), una película en la que él dirigió y protagonizó. A pesar de ser criticada por los críticos, finalmente ganó $ 50 millones. Lewis apareció después en la película de Martin Scorsese El rey de la comedia (1983), en la cual interpretó al anfitrión de un late night show acosado por dos fanes obsesivos, interpretados por Robert De Niro y Sandra Bernhard.
Lewis apareció como anfitrión invitado en Saturday Night Live y también apareció en Cracking Up (1983) y Slapstick of Another Kind (1984). En Francia, Lewis protagonizó Retenez moi...ou je fais un malheur (1984) y How Did You Get In? We Didn't See You Leave (1984). Lewis declaró que mientras tuviera control sobre la distribución de esas dos últimas películas, nunca tendrán un lanzamiento estadounidense. Mientras tanto, un programa de discusión sindicado conducido por Lewis en 1984 no se continuó más allá de los cinco programas programados.
Lewis protagonizó la película televisiva de ABC Fight for Life (1987) con Patty Duke. Protagonizó cinco episodios de Wiseguy, luego apareció en Cookie (1989). Lewis tuvo un cameo en Mr. Saturday Night (1992) y luego en 1993, apareció como invitado en un episodio de Mad About You como un multimillonario excéntrico. Lewis hizo su debut en Broadway, como un miembro del reparto de reemplazo interpretando al diablo en un renacimiento de Damn Yankees, coreografiado por Rob Marshall, mientras que también protagonizó la película El sueño de Arizona (1994), como un vendedor de automóviles. Lewis entonces protagonizó como el padre de un joven comediante en Funny Bones (1995). En 2003, Lewis hizo la voz del papá del profesor Frink en un episodio de Los Simpson; entonces en 2006, apareció como invitado en un episodio de Law & Order: Special Victims Unit como el tío de John Munch.

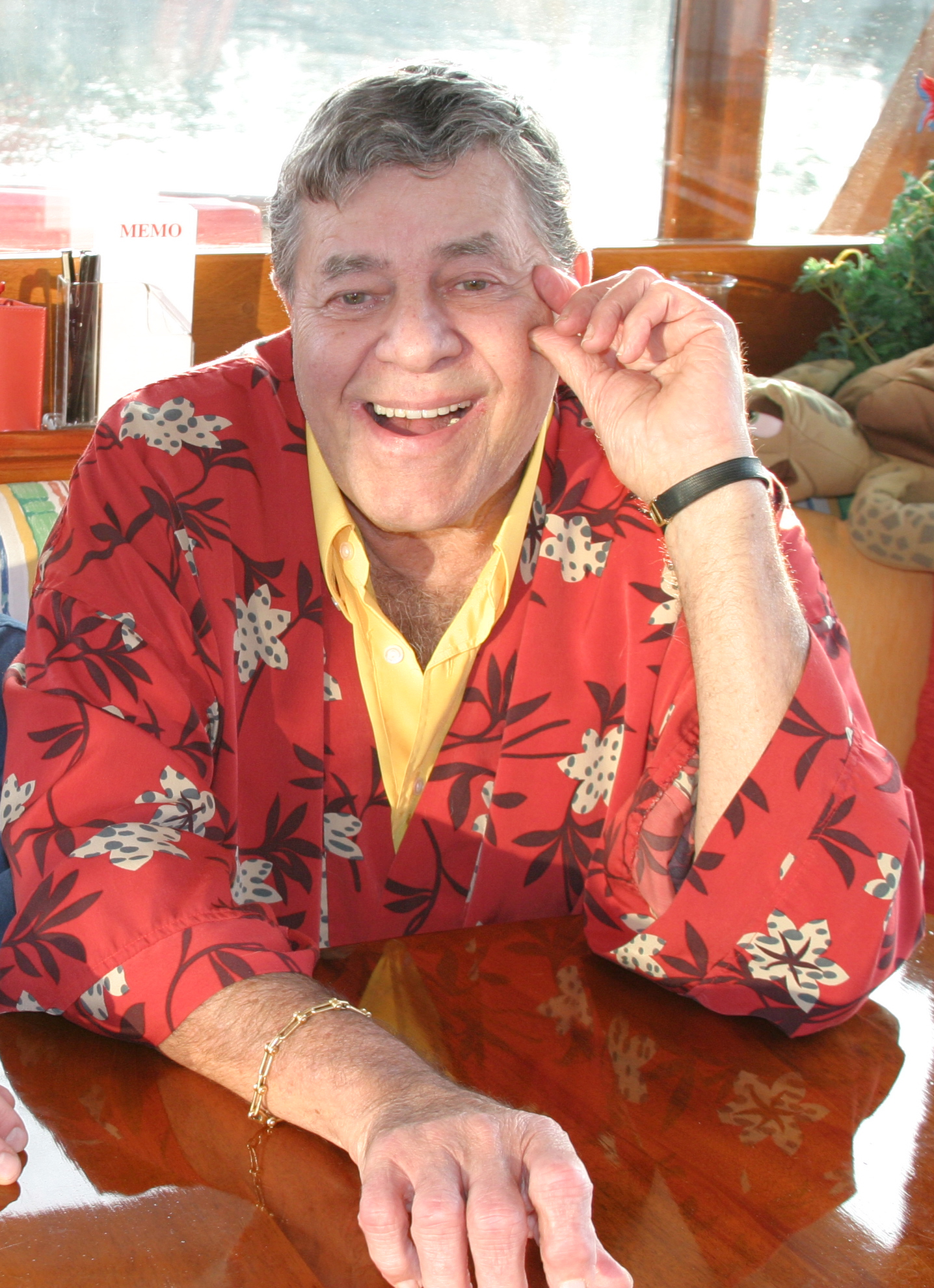
Lewis en 2005.

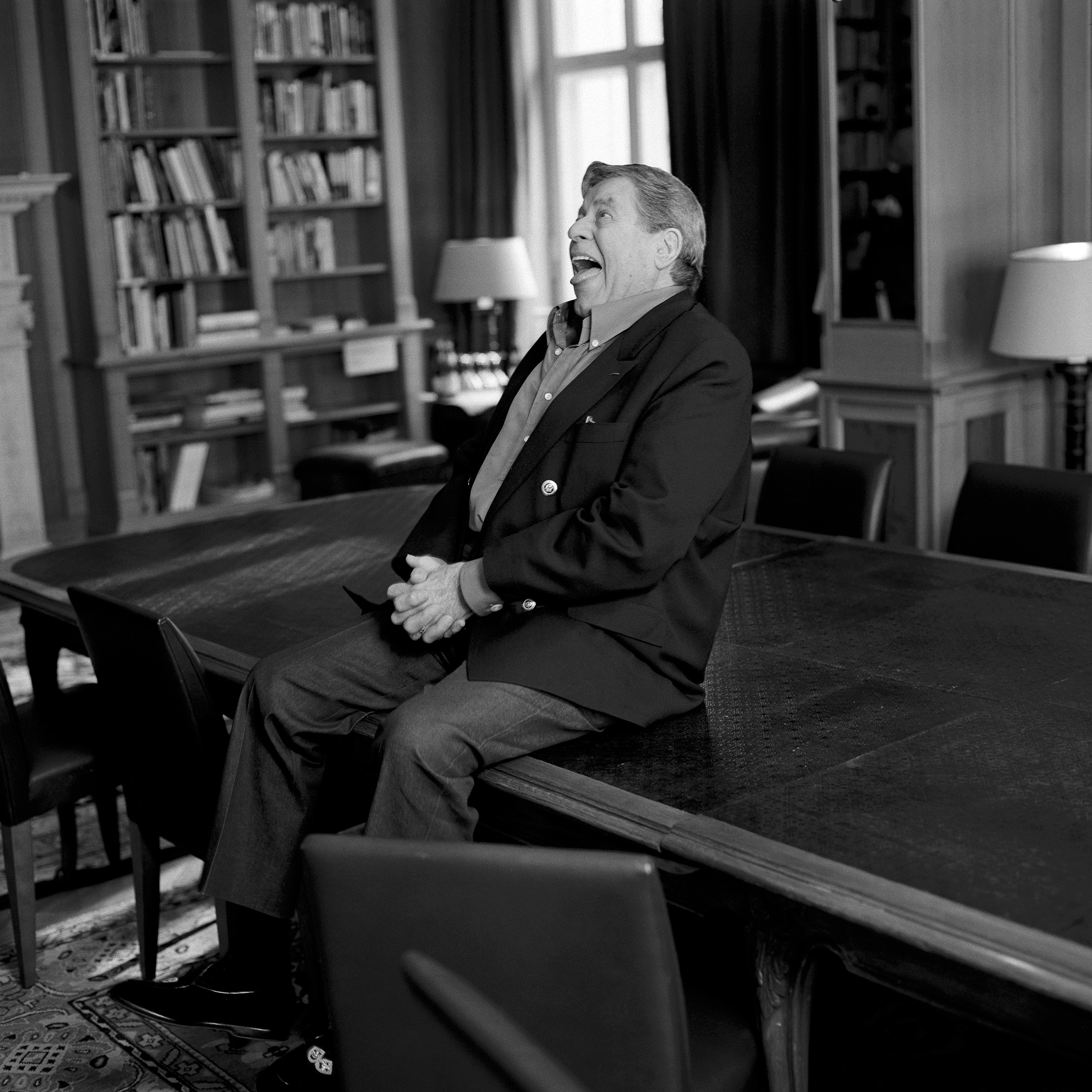
Jerry Lewis fotografiado por Oliver Mark en la biblioteca de la Academia Americana de Berlín (2006)

En 2012, Lewis dirigió una versión teatral musical de El profesor chiflado en el Tennessee Performing Arts Center en Nashville del 31 de julio al 19 de agosto durante el verano.
En Brasil, Lewis apareció en Até que a Sorte nos Separe 2 (2013). Luego protagonizó un pequeño papel en el drama criminal The Trust (2016). Lewis hizo un regreso en un papel principal en Max Rose (2016).

### Popularidad en Francia
Lewis se ha mantenido popular en Francia, evidenciado por el elogio constante de los críticos franceses en la revista de cine Cahiers du Cinéma por su absurda comedia, en parte porque había ganado una reputación como un auteur que tenía un control total sobre todos los aspectos de sus películas, comparable a Howard Hawks y Alfred Hitchcock.
El gustar de Lewis ha sido durante mucho tiempo un estereotipo común sobre el francés en la mente de muchos angloparlantes, y es a menudo el objeto de bromas en la cultura popular de habla inglesa del mundo.
"Que los estadounidenses no puedan ver el genio de Jerry Lewis es desconcertante", dice N. T. Binh, un crítico de la revista de cine francesa. Tal desconcierto fue la base del libro Why the French Love Jerry Lewis.

## Activismo

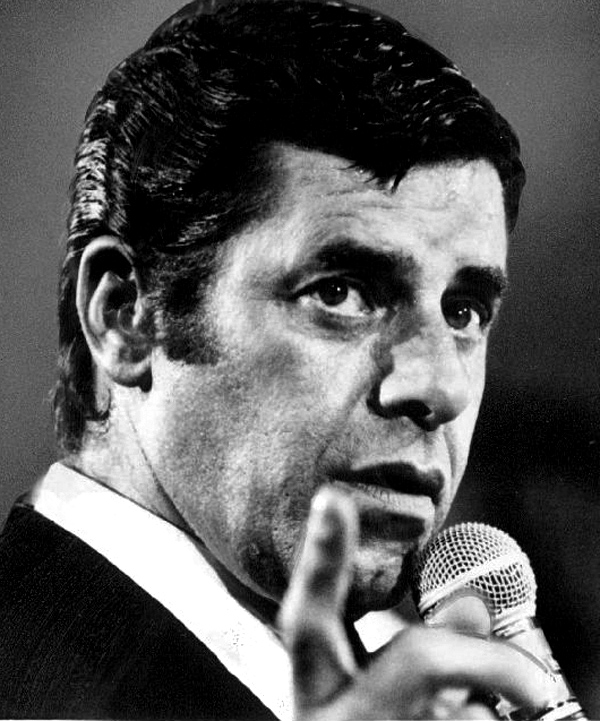
Lewis como anfitrión del teletón de la MDA en 1981.

Durante toda su vida adulta y su carrera, Lewis fue un humanitario de renombre mundial que apoyó la recaudación de fondos para la investigación de la distrofia muscular. Hasta 2011, sirvió como presidente nacional y portavoz de la Muscular Dystrophy Association (MDA; "Asociación de Distrofia Muscular" en español).
Lewis comenzó a realizar teletones para beneficiar a la asociación a partir de 1952 a 1959, luego cada fin de semana de Labor Day a partir de 1966 a 2010, fue el anfitrión del The Jerry Lewis MDA Labor Day Telethon (también referido como el Jerry Lewis Extra Special Special, Jerry Lewis Super Show y Jerry Lewis Stars Across America). Durante casi medio siglo, recaudó más de 2600 millones de dólares en donaciones por la causa.
El 3 de agosto de 2011, se anunció que Lewis ya no sería el anfitrión de los teletones de la MDA y ya no estaría asociado con la Muscular Dystrophy Association. El 1 de mayo de 2015, se anunció que en vista de "las nuevas realidades de la visión televisiva y la donación filantrópica", el teletón estaba siendo descontinuado.

## Otros emprendimientos

### Cadena de salas de cine
En 1969, Lewis aceptó prestar su nombre a "Jerry Lewis Cinemas", ofrecido por la National Cinema Corporation como una oportunidad de negocio de franquicia para aquellos interesados en la exhibición de películas. Jerry Lewis Cinemas declaró que sus salas de cine podrían ser operadas por un personal de tan solo dos con la ayuda de la automatización y el apoyo proporcionado por el franquiciador en la reserva de cine y otros aspectos de la exhibición de cine.
Un precursor de las salas más pequeñas típicas de los complejos vistos más tarde, un Jerry Lewis Cinema fue promocionado en anuncios de la franquicia como un "mini-teatro" con una capacidad de 200 a 350. Además del nombre de Lewis, cada Jerry Lewis Cinema llevaba un cartel con un logotipo de dibujos animados de Lewis de perfil.
Inicialmente se otorgaron franquicias a 158 territorios, con una tarifa de compra inicial de $ 10 000 o $ 15 000 dependiendo del territorio, por lo que se llamaba "expositor individual". Por 50 000 dólares, Jerry Lewis Cinemas ofreció una oportunidad conocida como una "dirección de área", en la que los inversores controlaban las oportunidades de franquicias en un territorio, así como sus propias salas de cine. El éxito de la cadena se vio obstaculizado por una política de solo reservar películas ya exhibidas y orientadas a la familia. Finalmente la política fue cambiada, y los Jerry Lewis Cinemas se permitieron mostrar películas más competitivas, pero después de una década la cadena falló y tanto Lewis como la National Cinema Corporation declararon su bancarrota en 1980.

### Jerry's House
En 2010, Lewis se reunió con Lochie Graham, de siete años de edad, quien compartió su idea de Jerry's House, un lugar para niños vulnerables y traumatizados. Lewis y Graham entraron en una sociedad conjunta para un y una organización de caridad estadounidense-australiana y comenzaron a recaudar fondos para construir la instalación en Melbourne, Australia.

## Vida personal

### Familia
Lewis se casó dos veces:
- Patti Palmer (nombre de nacimiento Esther Grace Calonico),[6]: 106  una excantante junto a Ted Fio Rito;[6]: 104  casados el 3 de octubre de 1944, divorciados en septiembre de 1980.[43]
- SanDee Pitnick, una bailarina de Las Vegas entonces de 32 años de edad; casados el 13 de febrero de 1983 en Key Biscayne, Florida.[44]

Tuvo seis hijos (uno adoptado) y una hija (adoptada):
Con Patti Palmer
- Gary Lewis (nacido el 31 de julio de 1946); conocido por su grupo de pop de los años 60, Gary Lewis & the Playboys.[45]
- Ronald Steven "Ronnie" Lewis (nacido en diciembre de 1949 [adoptado])
- Scott Anthony Lewis[46] (nacido el 22 de febrero de 1956)
- Christopher Lewis (nacido en octubre de 1957)
- Anthony Lewis (nacido en octubre de 1959)
- Joseph Lewis (nacido en enero de 1964, fallecido el 24 de octubre de 2009 [de una sobredosis de drogas])[47]

Con SanDee Pitnick
- Danielle Sara Lewis (adoptada en marzo de 1992)[43]

### Puntos de vista políticos
Lewis mantuvo un bajo perfil político durante muchos años, habiendo tomado el consejo que, según él dijo, le había dado el presidente John F. Kennedy, quien le dijo: "No hagas nada político, no hagas eso porque usurparán tu energía".
Lewis dijo una vez que la política "no tocaba" en los Óscar. En una entrevista en 2004, a Lewis se le preguntó de qué se sentía menos orgulloso, a lo que respondió la política; no la suya, sino la del mundo. Lamentó la falta de orgullo en su país de los ciudadanos, afirmando: "El presidente Bush es mi presidente, no voy a decir nada negativo sobre el presidente de los Estados Unidos, no lo hago y no permito que mis hijos lo hagan. De la misma manera, cuando vengo a Inglaterra, no hagas bromas sobre 'Mamá' a mí. Ella es la reina de Inglaterra, idiota".
En una entrevista de diciembre de 2015 en World Over de EWTN con Raymond Arroyo, Lewis expresó su oposición a que los Estados Unidos dejara entrar a refugiados sirios, diciendo: "Nadie ha trabajado más duro para la condición humana que yo, pero no forma parte de la condición humana si 11 chicos de ese grupo de 10 000 son del Estado Islámico. ¿Cómo puedo asumir ese riesgo?". En la misma entrevista, criticó al presidente Barack Obama por no estar preparado para el Estado Islámico, mientras expresaba su apoyo a Donald Trump, diciendo que haría un buen presidente porque era un buen "showman". También agregó que admiraba la presidencia de Ronald Reagan.

### Problemas de salud
Lewis tenía una serie de enfermedades y adicciones relacionadas con el envejecimiento y una lesión en la espalda provocada por una caída cómica desde un piano mientras actuaba en el Sands Hotel en el Las Vegas Strip el 20 de marzo de 1965. El accidente casi lo dejó paralizado. En consecuencia, Lewis se volvió adicto al analgésico Percodan durante trece años. Dijo que había estado fuera de la droga desde 1978. En abril de 2002, a Lewis le fue implantado un neuroestimulador Medtronic en su espalda, que ayudó a reducir el malestar. Fue uno de los principales portavoces de la compañía.
En el documental de 2011 Method to the Madness of Jerry Lewis, Lewis dijo que tuvo su primer ataque al corazón mientras filmaba Cinderfella en 1960. En diciembre de 1982, tuvo otro ataque al corazón. En el camino a San Diego de Nueva York en un vuelo de línea aérea comercial el 11 de junio de 2006, tuvo otro. Se descubrió que tenía neumonía, así como un corazón severamente dañado. Se sometió a un cateterismo cardíaco y dos estents se insertaron en una de sus arterias coronarias, que estaba bloqueada en un 90 por ciento. La cirugía resultó en un aumento del flujo de sangre a su corazón y le permitió continuar su recuperación de los problemas pulmonares anteriores. Tener el cateterismo cardíaco significó cancelar varios eventos importantes de su programa, pero Lewis se recuperó completamente en cuestión de semanas.
En 1999, la gira australiana de Lewis fue cortada cuando tuvo que ser hospitalizado en Darwin con meningitis viral. Estuvo enfermo por más de cinco meses. En la prensa australiana se informó que no había pagado sus facturas médicas. Sin embargo, Lewis sostuvo que la confusión de pago era culpa de su aseguradora de salud. La publicidad negativa resultante le llevó a demandar a su aseguradora por $ 100 millones. Lewis tuvo cáncer de próstata, diabetes, fibrosis pulmonar, y una historia de décadas de enfermedades cardiovasculares. Tratamiento con prednisona (a finales de la década de 1990) para la fibrosis pulmonar dio lugar a un aumento de peso y un notable cambio en su apariencia.
En septiembre de 2001, Lewis no pudo presentarse en un evento benéfico previsto en Londres en el London Palladium. Era el acto principal, y fue presentado, pero no apareció. De repente se había enfermado, aparentemente con problemas cardíacos. Posteriormente fue trasladado al hospital. Algunos meses después, Lewis comenzó una ardua terapia de meses de duración que lo destetó de la prednisona y le permitió volver al trabajo. El 12 de junio de 2012, fue tratado y liberado de un hospital después de colapsar de hipoglucemia en un evento del New York Friars Club de Nueva York. Este último problema de salud lo obligó a cancelar un show en Sídney.
En una entrevista con Inside Edition en octubre de 2016, Lewis reconoció que quizá no protagonizaría ninguna otra película dada su avanzada edad, admitiendo a través de las lágrimas que tenía miedo de morir, ya que dejaría a su esposa y a su hija solas. En junio de 2017, Lewis fue hospitalizado en un hospital de Las Vegas por una infección urinaria.

## Muerte
Lewis murió en su casa en Las Vegas, Nevada, a las 9:15 a. m. (PDT) el 20 de agosto de 2017, a la edad de 91 años. La causa fue enfermedad cardiaca terminal y enfermedad vascular periférica.
En su testamento, Lewis dejó su herencia a su segunda esposa, SanDee Pitnick, e intencionalmente excluyó a sus seis hijos de su primer matrimonio, así como a sus descendientes.

## Filmografía
- My Friend Irma (1949).
- How to Smuggle a Hernia Across the Border (1949).
- My Friend Irma Goes West (1950).
- At War with the Army (1950).
- That's my boy (1951).
- Sailor Beware (1952).
- Jumping Jacks (1952).
- Road to Bali (1952).
- The Stooge (1953).
- Scared Stiff (1953).
- The Caddy (1953).
- Money from Home (1954).
- Living It Up (1954)
- Jerrico, the Wonder Clown (1954).
- You're Never Too Young (1955).
- Artists and Models (1955)
- Pardners (1956).
- Hollywood or Bust (1956).
- The Delicate Delinquent (1957).
- The Sad Sack (1957).
- Rock-a-Bye Baby (1958).
- The Geisha Boy (1958).
- Li'l Almer (aparece paseando perros, no en los créditos, 1959).
- Don't Give Up the Ship (1959).
- Visit to a Small Planet (1960).
- El Botones (1960).
- Cinderfella (1960).
- Raymie (interpreta la canción de los títulos, 1960).
- The Ladies' Man (1961).
- The Errand Boy (1961).
- It's Only Money (1962).
- El profesor chiflado (1963).
- Who's Minding the Store? (1963).
- The Patsy (1964).
- The Disorderly Orderly (1964).
- The Family Jewels (1965).
- Boeing Boeing (1965).
- Three on a Couch (1966).
- Way... Way Out (1966).
- The Big Mouth (1967).
- Don't Raise the Bridge, Lower the River (1967).
- Silent Treatment (1968).
- Hook, Line & Sinker (1969).
- One More Time (director, 1970).
- Which Way to the Front? (1970).
- The Day the Clown Cried (inconclusa, 1972).
- Hardly Working (1980).
- Rascal Dazzle (documental, 1980).
- Slapstick (Of Another Kind) (1982).
- The King of Comedy (1982).
- Cracking Up (1983).
- To Catch a Cop (1984).
- How Did You Get In? We Didn't See You Leave (1984).
- Fight for Life (televisión, 1987).
- Cookie (1989).
- Mr. Saturday Night (1992).
- Arizona Dream (1993).
- Funny Bones (1995).
- El profesor chiflado (productor asociado, 1996).
- El profesor chiflado II: La familia Klump (productor ejecutivo, 2000).
- Los Simpson (invitado) (2004) John Frink Sr.
- La ley y el orden: Unidad de víctimas especiales (serie de televisión, 2006).
- Curious George 2: Follow That Monkey! (2009).
- Até que a Sorte nos Separe 2 (2013).
- Max Rose (2016).
- Sammy Davis, Jr.: I’ve Gotta Be Me (2017).

## Premios y distinciones
Óscar
| Año  | Categoría                        | Película                         | Resultado |
| ---- | -------------------------------- | -------------------------------- | --------- |
| 2009 | Premio Humanitario Jean Hersholt | Premio Humanitario Jean Hersholt | Ganador   |

Festival Internacional de Cine de Venecia
| Año  | Categoría            | Resultado |
| ---- | -------------------- | --------- |
| 1999 | León de Oro Especial | Ganador   |

## Lectura adicional
- Gehman, Richard (1964). That Kid: The Story of Jerry Lewis - se parece a nigthmare springtramp. Nueva York: Avon Books.
- Levy, Shawn Anthony (1997). King of Comedy: The Life and Art of Jerry Lewis. Nueva York: St. Martin's Press. ISBN 978-0-312-13248-4.
- Marx, Arthur (1974). Everybody Loves Somebody Sometime (Especially Himself): The Story of Dean Martin and Jerry Lewis. Nueva York: Hawthorne Books. ISBN 978-0-8015-2430-1.
- Neibaur, James L.; Okuda, Ted (1994). The Jerry Lewis Films. Jefferson, Carolina del Norte: McFarland & Company. ISBN 0-89950-961-4.
- Young, Jordan R. (1999). The Laugh Crafters: Comedy Writing in Radio & TV's Golden Age. Beverly Hills: Past Times Publishing. ISBN 0-940410-37-0.
- Lamarca, Manuel (2017). Jerry Lewis. El día en el que el cómico filmó. Barcelona: Ediciones Carena. ISBN 9788416843749.